# Ain (folyó)
Az Ain (IPA: [ɛ̃] kiejtéseⓘ, arpitánul En) folyó Franciaország keleti részén, a Rhône jobb oldali mellékfolyója.

## Földrajzi adatok
A Jura hegységben, Jura megyében, Champagnole város közelében, Conte és Nozeroy falvak határán ered 681 méteres tengerszint feletti magasságban, és Anthonnál, Ain és Isère megyék határán torkollik a Rhône-ba 185 méteres tengerszint feletti magasságban. Hossza 189,9 km, az átlagos vízhozama 123 m³ másodpercenként. Vízgyűjtő területe 3765 km².  
Mellékfolyói a Bienne és a Suran.

## Megyék és városok a folyó mentén
- Jura : Champagnole, Pont-du-Navoy
- Ain : Pont-d'Ain